# Kingli hoiuala
Kingli hoiuala (hoiuala = Schutzgebiet) ist ein Naturschutzgebiet der IUCN-Kategorie VI in der Landgemeinde Saaremaa im Kreis Saare auf der größten estnischen Insel Saaremaa. Das Schutzgebiet wurde 2006 gegründet. Es ist 509,5 Hektar groß und hat eine Binnengewässerfläche von 8,6 Hektar.